# José Francisco Ruiz Massieu
José Francisco Ruiz Massieu (Acapulco, 22 juli 1946 – Mexico-Stad, 28 september 1994) was een Mexicaans politicus.
Tussen 1987 en 1993 was hij gouverneur van Guerrero. In 1993 werd hij secretaris-generaal van de Institutioneel Revolutionaire Partij (PRI), die Mexico al sinds 1929 non-stop regeerde. In september 1994 werd hij vermoord, zes maanden nadat PRI-presidentskandidaat Luis Donaldo Colosio ook al vermoord was.
Na onderzoek bleek dat hij was vermoord door Daniel Aguilar, in opdracht van Raúl Salinas, broer van president Carlos Salinas. Ruiz Massieu was getrouwd geweest met een zuster van Salinas, maar was daarvan gescheiden. Volgens velen is dit de reden dat hij Ruiz Massieu heeft laten vermoorden. Raúl Salinas is veroordeeld tot 50 jaar gevangenisstraf. De rechtszaak leidde tot een groot schandaal. Het onderzoek werd aanvankelijk geleid door Mario Ruiz Massieu, broer van José Francisco, maar deze trok zich terug nadat hij voortdurend werd gedwarsboomd door de PRI. Later bleek dat hij 7 miljoen dollar op een Amerikaanse bankrekening had staan, mogelijk smeergeld ontvangen om de verantwoordelijken voor de moord vrij te houden. Vervolgens ontdekte de nieuwe hoofdonderzoeker dat alle verwijzingen naar Raúl Salinas verwijderd waren. Toen dit allemaal uitkwam liet de nieuwe president Ernesto Zedillo Raúl Salinas arresteren. Dit was een moeilijk besluit voor Zedillo, omdat hij Carlos Salinas beschouwde als een vriend en mentor.
- Biblioteca Nacional de España: XX1726688
- Bibliothèque nationale de France: cb12444153s (data)
- Gemeinsame Normdatei: 1056342986
- International Standard Name Identifier: 0000 0000 8368 0697
- Library of Congress Control Number: n82165726
- Nederlandse Thesaurus van Auteursnamen: 130589152
- Système universitaire de documentation: 160530156
- Virtual International Authority File: 29626864
- WorldCat: E39PBJwtkX9Yj4FF3ck9RwWkXd